# Простяков, Сергей Михайлович
Сергей Михайлович Простяков (6 (19) февраля 1911 год, Москва — 1997) — советский актёр театра и кино, народный артист РСФСР.

## Биография
Родился 6 (19) февраля 1911 год в Москве, внук купца 1-й гильдии Ивана Григорьевича Простякова. С детства увлекался театром, учился в театральной студии у Александра Ахметели, Николая Охлопкова. В 1937 году стал профессиональным актёром. Работал в Камерном театре Таирова, где был занят на вспомогательных ролях. Затем играл в Московском ТЮЗе, Московском театре им. Баумана.
Участвовал в Великой Отечественной войне, служил в 130-м отдельном радиодивизионе спецназа, который занимался радиоразведкой. Был радистом-двусторонником, мастером подавления связи противника. Прошёл путь от Москвы до Берлина.
После войны работал в театрах Могилёва и Бреста. В 1949—1966 годах играл в театре Северного флота. В 1967—1991 годах работал в Русском драматическом театре им. Иванова в Одессе.

## Награды и премии
- Медаль «За боевые заслуги» (1944)[4].
- Заслуженный артист РСФСР (9.09.1954).
- Народный артист РСФСР (22.10.1960).
- Орден Отечественной войны II степени[5]

## Работы в театре
- «Беспокойная старость» Л. Рахманова — профессор Полежаев
- «Между ливнями» А. Штейна — матрос Позднышев
- «Чти отца своего» В. Лаврентьева — Трофим Кичигин
- «Оптимистическая трагедия» В. Вишневского — Вожак
- «Светит, да не греет» А. Островского — Залешин
- «Отелло» В. Шекспира — Отелло
- «Король Лир» В. Шекспира — Лир
- «Угрюм-река» В. Шишкова — Пётр Громов
- «Мещане» М. Горького — Бессеменов, Тетерев
- «Дядя Ваня» А. Чехова — Войницкий
- «Песня о черноморцах» Б. Лавренева — Сагайдачный
- «Порт-Артур» А. Степанова и И. Попова — поручик Борейко
- «Иркутская история» А. Арбузова — Сердюк
- «Перед ужином» В. Розова — Неделин

## Фильмография
- 1968 — Случай из следственной практики — Аношин, профессор
- 1970 — Хуторок в степи — Егор Алексеевич
- 1971 — Море нашей надежды — капитан (нет в титрах)
- 1971 — Поезд в далёкий август — эпизод (нет в титрах)
- 1971 — Синее небо — Станислав Нилович Дыганов, врач, изобретатель
- 1972 — Всадники — генерал
- 1972 — Схватка — эпизод
- 1973 — Это сильнее меня — отчим
- 1977 — Волшебный голос Джельсомино — 3-й «врач»
- 1978 — Артём — Бессонов, полицмейстер
- 1984 — Снег в июле — эпизод
- 1985 — Жизнь и бессмертие Сергея Лазо — генерал Гревс, командующий американскими экспедиционными войсками в Сибири